# Sprint (missile)

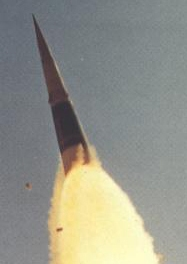
Missile Sprint

Lo Sprint è un missile ABM di fabbricazione statunitense.

## Storia e descrizione
In grado di sopportare accelerazioni gravitazionali elevatissime, pari anche a 100 G, il sistema Sprint avrebbe avuto il compito di intercettare, con le sue testate nucleari, le unità di rientro (MIRV) sovietiche sfuggite ai missili Spartan. L'intercettore del sistema Sprint aveva una gittata di circa 50 km nella versione a singolo stadio, 80 km nella versione a doppio stadio. Il sistema Sprint era basato su una rete di numerosi lanciatori situati in un unico sito.
L'installazione di difesa ABM che ospitava le unità Sprint venne dichiarata operativa nel 1975 per poi essere, tuttavia, chiusa quasi immediatamente. Il sistema Sprint prevedeva, infatti, l'utilizzo simultaneo di circa 100 missili ABM; tuttavia, ci si rese conto, specialmente con il miglioramento delle testate MIRV, che risultava estremamente poco efficace difendersi da quest'ultime con dei missili antiaerei.
Nonostante il rapido abbandono del sistema, i progetti del programma Sprint vennero ripresi dal presidente statunitense Ronald Reagan che rilanciò l'intero programma nell'ambito del nuovo progetto Guerre stellari (SDI).
Lo stesso progetto, comunque, naufragò a sua volta dopo breve tempo, non ottenendo nuovamente, infatti, alcun reale progresso nell'ambito nella lotta alla minaccia dei sistemi missilistici intercontinentali.